# گواردیسکی (قزاقستان)
گواردیسکی (به قزاقی: Gvardeysky) یک منطقهٔ مسکونی در قزاقستان است که در استان آلماتی واقع شده‌است.